# جون بوليتو
جون بوليتو (بالإنجليزية: Jon Polito) (مواليد 29 ديسمبر 1950 في فيلادلفيا - 1 سبتمبر 2016)، هو ممثل أمريكي بدأ مسيرته الفنية عام 1981.

## الأعمال
- ساكن الجبال
- ماد أباوت يو
- روزان
- طبعة مبكرة
- الحياة مع لوي
- ساينفيلد
- ستيوارت ليتل
- الميل الأخضر
- بيكر
- بنات غيلمور

## وصلات خارجية
- جون بوليتو على موقع IMDb (الإنجليزية)
- جون بوليتو على موقع روتن توميتوز (الإنجليزية)
- جون بوليتو على موقع قاعدة بيانات الأفلام العربية
- جون بوليتو على موقع ألو سيني (الفرنسية)
- جون بوليتو على موقع ميوزك برينز (الإنجليزية)
- جون بوليتو على موقع أول موفي (الإنجليزية)
- جون بوليتو على موقع قاعدة بيانات برودواي على الإنترنت (الإنجليزية)
- جون بوليتو على موقع قاعدة بيانات الأفلام السويدية (السويدية)
- جون بوليتو على موقع إن إن دي بي (الإنجليزية)
- جون بوليتو على موقع قاعدة بيانات الفيلم (الإنجليزية)